# بارقين خونسرخ (غتشين)
بارقین خونسرخ (بالفارسية: بارقین خونسرخ) هي قرية تقع في إيران في هرمزغان. يقدر عدد سكانها بـ 404 نسمة بحسب إحصاء 2016.